# Suo jure
Suo jure é uma locução latina que significa "por seu direito"; "por direito próprio".
É comumente encontrado no contexto de títulos de nobreza, especialmente em casos em que a esposa usufrui de um título de seu pleno direito em vez de ser por casamento.
Uma imperatriz ou rainha que reina  suo jure  é chamada de "imperatriz reinante" ou "rainha reinante", termos frequentemente contrastados com "imperatriz consorte" ou "rainha consorte". Os títulos "imperatriz" e "rainha" são, no entanto, frequentemente usados sozinhos para se referir à consorte ou à viúva de um imperador ou rei, com a distinção indicada pelo contexto.

## Exemplos de títulossuo jure
- Beatriz de Borgonha, senhora de Bourbon
- Maria Teresa da Áustria
- Isabel da Rússia
- Maria da Borgonha